# Börje Tapper
Börje Tapper (Malmö, 20 maggio 1922 – 8 aprile 1981) è stato un calciatore svedese, di ruolo attaccante.

## Biografia
Padre di Staffan, anch'egli divenuto giocatore del Malmö FF con diverse presenze in nazionale, è morto l'8 aprile 1981 a causa di un infarto cardiaco.

## Carriera
Esordì nel Malmö FF all'inizio della stagione 1943-1944 dell'Allsvenskan, nella quale vinse il primo titolo nazionale del palmarès della squadra e acquisì notorietà grazie alla tripletta segnata durante la finale di Coppa di Svezia contro l'IFK Norrköping.
Nel 1950, dopo aver preso parte alla rappresentativa svedese ai Mondiali di calcio, fu acquistato dal Genoa assieme al compagno di squadra Stellan Nilsson: dopo aver totalizzato 8 presenze ed un gol in Serie A, al termine della stagione, che sancì la retrocessione dei liguri fra i cadetti dopo sedici anni, Tapper decise di ritirarsi dal calcio giocato.

## Palmarès
- Campionato svedese: 3

Malmö FF: 1943-44, 1948-49, 1949-50
- Coppa di Svezia: 3

Malmö FF: 1944, 1946, 1947